# Provincia de Niğde
La provincia de Niğde es una de las 81 provincias de Turquía. Está situada en la región de Anatolia central y su capital provincial es Niğde. Limita con las provincias de Kayseri, Adana, Mersin, Konya, Aksaray y Nevşehir.
Su población ascendía a 348.081 habitantes en el año 2000, de los cuales una tercera parte vivía en la capital. Tiene una extensión de 7.318 kilómetros cuadrados.

## Geografía física
La provincia está situada por tres de sus borde por las cordilleras de Tauro, incluyendo el monte Hasan y las montañas Melendiz. Al occidente se extienden la llanura de Emen, que se abre en la gran llanura de Konya. Estos planos están cubiertos por nutritivos suelos volcánicos, lo que convierte a Niğde en una fértil región agrícola, especializada en la producción de manzanas y patatas.
Rodeada de montañas y una altitud relativamente elevada, la zona tiene un clima seco y fresco y queda expuesta a las nevadas traídas por los vientos del invierno. La precipitación anual es de 0,9 mm, alcanzando su máximo en abril con 78,5 mm y sin prácticamente lluvias en julio y agosto. La vegetación es bastante escasa en las colinas, con algunos bosques en altitud.

## Distritos
La provincia de Niğde se divide en 6 distritos:
- Altunhisar
- Bor
- Çamardı
- Çiftlik
- Niğde
- Ulukışla

## Historia
Conocida en la antigüedad como Nakita or Nahita, el nombre ha pasado por las denominaciones de Nekidâ, Nekide y Nikde hasta el actual Niğde.

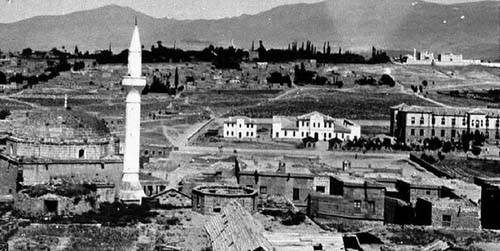
Antigua fotografía del centro urbano de Niğde.

Esta zona ha estado habitada desde el periodo Neolítico, 8000-5500 a. C., como prueban los hallazgos de los túmulos funerarios conocidos como höyük en el distrito de Bor, y las minas de estaño encontradas en Çamardı -Keste. La zona fue posteriormente ocupada por los hititas, que permanecieron en ella durante unos mil años hasta el 800 a. C. aproximadamente. El nombre Nig˘de aparece por primera vez en fuentes escritas en la forma na-hi-ti-ia, en una inscripción luvita del rey Saruanis de Andaval, tal como señaló Gelb (Hittite Hieroglyphs II [1935] pp. 17-18). Más tarde pasarían por aquí asirios, frigios, griegos, persas, Alejandro Magno y los romanos, que construyeron la ciudad de Tyana con sus palacios y acueductos.
Tras la caída de Roma en 476, el dominio romano prosiguió desde Constantinopla, capital del Imperio bizantino, hasta que el territorio fue ocupado por los turcos selyúcidas a partir de 1166. A comienzos del siglo XIII Niğde se convirtió en una de las mayores ciudades de Anatolia, erigiéndose gran cantidad de tumbas y mezquitas en ese período. La zona fue conquistada por los otomanos en 1471 y en la década de 1920 pasó a formar parte de la República de Turquía.

## Niğde en la actualidad

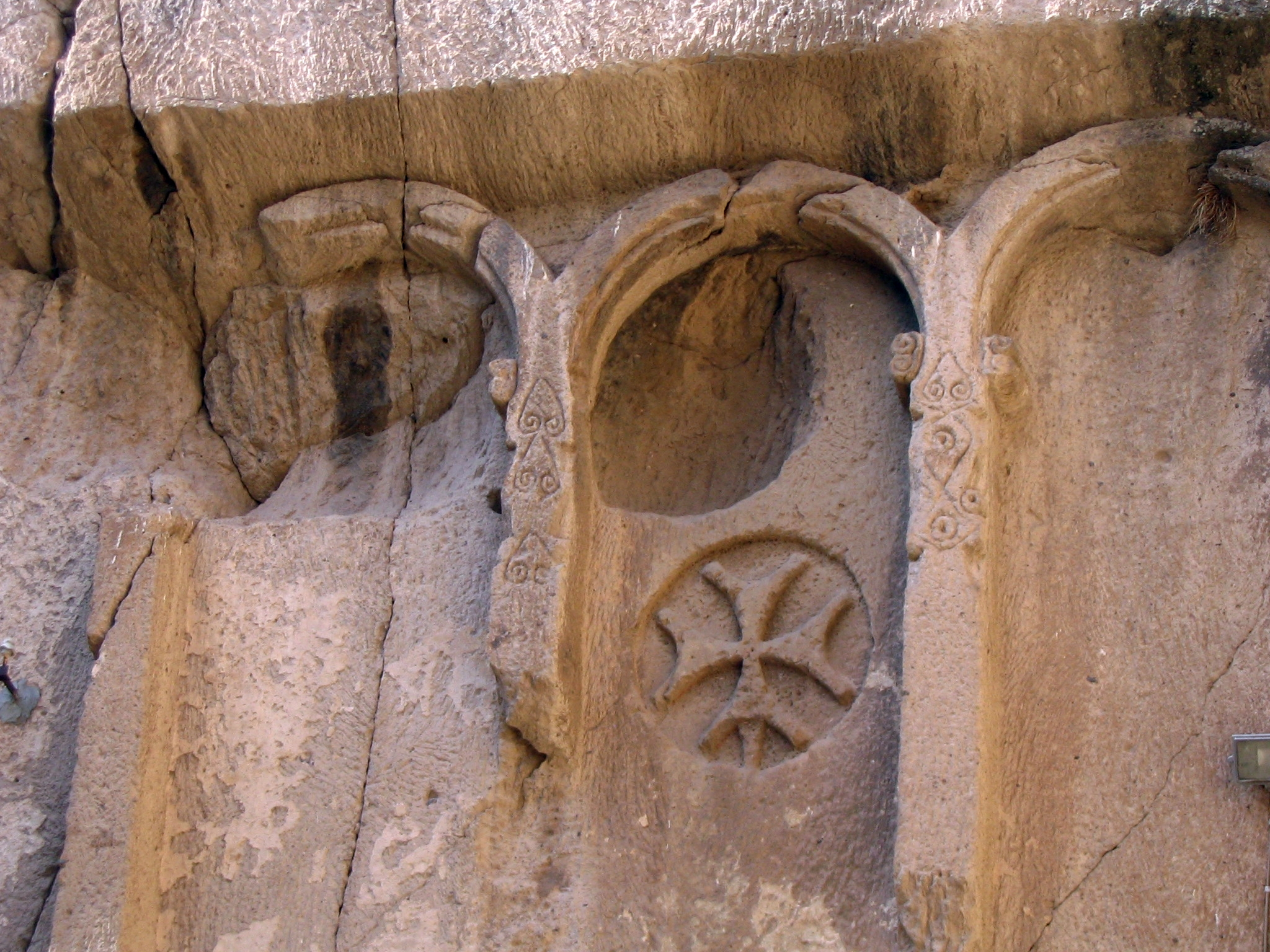
Detalle de la fachada del monasterio de Eskigümüş.

Niğde se beneficia de una agricultura muy rica, sus famosas manzanas, y su favorecida sutación entre las ricas regiones de Konya y Adana en la costa Mediterránea. Otro elemento a su favor es la cercanía a las atracciones turísticas de Capadocia y a los aeropuertos de Kayseri y Nevşehir.
Además de manzanas, la provincia es una destacada productora de patatas, repollos, grano y remolacha. Niğde es la máxima productora turca de patatas y manzanas. Carne y productos lácteos son otras actividades importantes, junto con la apicultura y, más recientemente, la producción truchera a través de piscifactorías.
Niğde posee una rica cultura popular, en las que las canciones y los bailes cobran gran importancia; de aquí procede el famoso proverbio turco "Cuando el mercado de Bor se acaba, lleva tu burro a Niğde". (un equivalente a nuestro "A quien madruga Dios le ayuda").
Otra tradición de Niğde consiste en ofrecer ciruelas (Erikletmek), ya que si sientas a tus visitas en el jardín y les das ciruelas (u otros frutos) no tendrás que darles de cenar.

## Lugares de interés

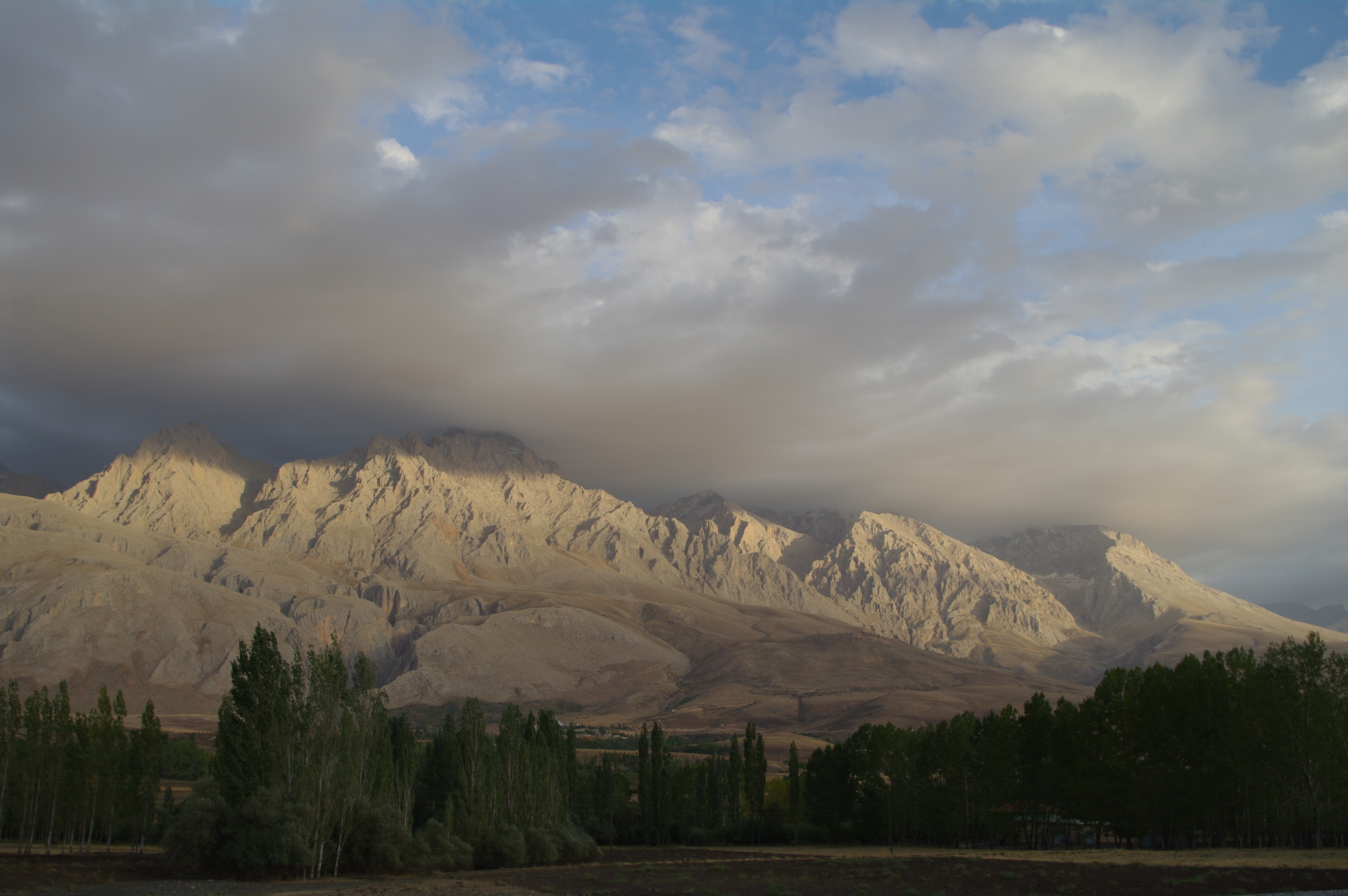
Vista desde Aladağlar.

Las cordilleras de Aladağlar y Bolkar en el Tauro son centros populares entre los practicantes de deportes de invierno, alpinismo y senderismo a través de las praderas y los pueblecitos de la montaña. Las montañas resultan especialmente atractivas en primavera, cuando están cubiertas de vegetación y flores. 
- Las montañas de Aladaglar son uno de los más importantes sitios para la práctica de la escalada en Turquía. Aunque las montañas de Aladaglar marcan la divisoria con el Distrito de Aladağ, en la provincia de Adana, habitualmente se accede a ellas desde las poblaciones de Demirkazık y Çukurbağ en Çamardı.

- Los montes Bolkar disponen de una pista de esquí de fondo de 7 kilómetros y un lago en el cráter

Niğde es parte de Capadocia y atrae turismo también a sus lugares históricos, aunque no tantos como la provincia de Nevşehir, centro de la zona. Destacan las numerosas iglesias, mezquitas y ciudades subterráneas (refugios excavados en la roca volcánica). Otro importante enclave es la antigua ciudad de Tyana, y varios acueductos romanos situados en el distrito de Bor.
Niğde posee varios manantiales naturales y otras atracciones, que podrían convertirla en una zona turística de primer orden con las inversiones precisas en hoteles e infraestructuras.